# 不丹伊斯兰教
伊斯蘭教是不丹少數派宗教，佔不丹約0.2%人口，因為喜瑪拉雅山脈的阻隔，不丹的穆斯林數量是南亞國家之中最少的，當地以藏傳佛教和印度教信仰為主。

## 歷史
穆斯林佔不丹總人口的0.1％，皮尤研究中心（Pew Research Center）估計，2010年有0.1％的不丹人口是穆斯林。